# Circuit d'Alger
Il Circuit d'Alger (it. Circuito di Algeri) è una corsa in linea maschile di ciclismo su strada che si svolge in Algeria ogni anno a marzo. Nata nel 2011, è subito entrata a far parte dell'UCI Africa Tour come evento di classe 1.2.

## Albo d'oro
Aggiornato all'edizione 2016.
| Anno | Vincitore           | Secondo                  | Terzo               |
| ---- | ------------------- | ------------------------ | ------------------- |
| 2011 | Azzedine Lagab      | Adil Jelloul             | Redouane Chabaane   |
| 2012 | Ioannis Tamouridis  | Aron Debretsion          | Ismail Ayoune       |
| 2013 | Martin Pedersen     | Azzedine Lagab           | Constantino Zaballa |
| 2014 | Azzedine Lagab      | Ying-Hon Yeung           | Miyataka Shimizu    |
| 2015 | Hichem Chaabane     | Salah Eddine Mraouni     | Mekseb Debesay      |
| 2016 | Jesus Alberto Rubio | Abderrahmane Bechlagheme | Luca Wackermann     |